# تاليتا بقلة
تاليتا بقلة (مواليد 14 تشرين الأول 1995 في رومانيا) سبّاحة أردنية. نافست سباق 50 متر حرة سيدات في الألعاب الأولمبية الصيفية 2012 في لندن وحلت في المركز 45. كما نافست في سباق 50 متر حرة سيدات في الألعاب الأولمبية الصيفية 2016 في ريو دي جانيرو وحلّت بالمركز 51.
تحمل تاليتا الميدالية الذهبية من البطولة العربية في سباقات 50 و100 متر حرة و50 متر فراشة، وهي حاملة الرقم القياسي الأردني في مسافة 50 متر.

## روابط خارجية
- تاليتا بقلة على موقع الاتحاد الدولي للسباحة (الإنجليزية)
- تاليتا بقلة على موقع SwimRankings.net (الإنجليزية)
- تاليتا بقلة على موقع اللجنة الأولمبية الدولية (الإنجليزية)
- تاليتا بقلة على موقع أوليمبيديا (الإنجليزية)